# Ziębikowo
Ziębikowo (niem. Seebigau, łuż. Zebikow) – wieś w Polsce położona w województwie lubuskim, w powiecie żarskim, w gminie Lubsko.
W latach 1975–1998 miejscowość administracyjnie należała do województwa zielonogórskiego.